# Autoroute A 645
Die Autoroute A 645, auch als Antenne du Val d’Aran bezeichnet, ist eine französische Autobahn, die als Umfahrung der Gemeinde Montréjeau und deren Anbindung an die A 64 dient. Die Autobahn weist eine Länge von insgesamt sechs Kilometern auf. Sie wurde am 20. September 2004 eröffnet. 